# 1062 Ljuba
1062 Ljuba è un asteroide della fascia principale del diametro medio di circa 55,1 km. Scoperto nel 1925, presenta un'orbita caratterizzata da un semiasse maggiore pari a 3,0104486 UA e da un'eccentricità di 0,0639655, inclinata di 5,59658° rispetto all'eclittica.
Il suo nome è in onore della paracadutista russa Ljuba Berlin.